# Parallelkreis
Als Parallelkreise werden Kreise bezeichnet, die in zueinander parallelen Ebenen liegen.
In der Geografie, Geodäsie und Kartografie ist Parallelkreis das Synonym für Breitenkreis – ein Kleinkreis, dessen Ebene senkrecht zur Erdachse steht. Er wird von allen Längenkreisen (Meridianen) senkrecht geschnitten.
Jeder Parallelkreis besitzt eine konstante geografische Breite, die zwischen −90° (Südpol) bis +90° (Nordpol) liegt und am Erdäquator den Wert Null hat. Betrachtet man statt der genäherten Erdfigur das Erdellipsoid, so ist zwischen den Begriffen geografische und geozentrische Breite zu unterscheiden.
In den Koordinatensystemen der Astronomie sind die Parallelkreise – analog zu den irdischen Breitenkreisen – die Kreise konstanter Deklination auf der Himmelskugel. Wenn es um die Berechnung von Planetenbahnen geht, kann sich der Begriff auch auf das Ekliptiksystem beziehen, also eine konstante ekliptikale Breite bedeuten.